# Girvasita
La girvasita és un mineral de la classe dels fosfats.

## Característiques
La girvasita és un fosfat de fórmula química NaCa₂Mg₃(PO₄)₃(CO₃)(H₂O)₆. Cristal·litza en el sistema monoclínic. Són rars els cristalls prismàtics, allargats al llarg de [100], de fins a 1 mm; normalment en esferulites. La seva duresa a l'escala de Mohs és 3,5.
Segons la classificació de Nickel-Strunz, la girvasita pertany a «08.DO - Fosfats, etc, amb CO₃, SO₄, SiO₄» juntament amb els següents minerals: voggita, peisleyita, perhamita, krasnoïta, saryarkita-(Y), micheelsenita, parwanita i skorpionita.

## Formació i jaciments
És un mineral hidrotermal de baixa temperatura que es troba farcint cavitats en carbonatites dolomites en un massís alcalí diferenciat. Va ser descoberta l'any 1990 a la mina de ferro de Kovdor Zheleznyi, al massís de Kovdor, a l'óblast de Múrmansk (Districte Federal del Nord-oest, Rússia), l'únic indret on ha estat trobada. Sol trobar-se associada a altres minerals com: bobierrita, pirita i dolomita.